# Alejo Antilef
Alejo Antilef (Puerto Pirámides ,20 de julio de 1998) es un futbolista argentino que juega de Mediocampista y su equipo actual es  Anzoátegui FC de la Primera División de Venezuela .

## Trayectoria
Empezó su carrera en las inferiores de J. J. Moreno, antes de unirse a Arsenal en una prueba en el 2013. Sergio Rondina promovió a Antilef al primer equipo en enero de 2018, teniendo su debut como profesional el 27 de junio ante Newell's Old Boys; juego en el que Antilef también anotaría su primer gol en la derrota 2-1 en el Estadio Marcelo Bielsa. Haría otro gol, ante Rosario Central en mayo, y disputó en total 12 partidos en la Temporada  2017–18 donde Arsenal descendería a la Primera B Nacional. En la Temporada 2018–19, disputaría 20 partidos, marcando 2 goles, logrando el campeonato y el ascenso a la Primera División
En diciembre de 2022, fue anunciado como nuevo jugador de Unión La Calera. En febrero de 2023, tras solo jugar partidos amistosos y ser citado una vez por el conjunto cementero, es anunciada su cesión a San Luis de la Primera B chilena.

## Estadísticas

### Clubes
- Actualizado hasta el 28 de enero de 2021.

| Arsenal Argentina |                     |                     |    |    |    |   |   |    |    |      |      |
| 1.ª | 2017-18             | 13                  | 2  | 1  | 0  | - | - | 14 | 2  | 0,14 |      |
| 2.ª | 2018-19             | 20                  | 2  | 1  | 1  | - | - | 21 | 3  | 0,14 |      |
| 1.ª | 2019-20             | 4                   | 0  | 1  | 0  | - | - | 5  | 0  | 0,00 |      |
| 1.ª | 2020                | -                   | -  | 12 | 0  | - | - | 12 | 0  | 0,00 |      |
| Total club | Total club          | Total club          | 37 | 4  | 15 | 1 | - | -  | 52 | 5    | 0,09 |
| Total en su carrera | Total en su carrera | Total en su carrera | 37 | 4  | 15 | 1 | - | -  | 52 | 5    | 0,09 |
| (1) Las copas nacionales se refiere a la Copa Argentina y a la Copa de la Liga Profesional. (2) Las copas internacionales se refiere a la Copa Libertadores y a la Copa Sudamericana. (3) Media de goles por encuentro. No incluye goles en partidos amistosos. |                     |                     |    |    |    |   |   |    |    |      |      |

## Palmarés
| Título             | Club    | País      | Año     |
| ------------------ | ------- | --------- | ------- |
| Primera B Nacional | Arsenal | Argentina | 2018-19 |